# Bohdan Mychajličenko
Bohdan Vasil'ovič Mychajličenko (in ucraino Богдан Васильович Михайліченко?; Boryspil', 21 marzo 1997) è un calciatore ucraino, difensore del Polіssja Žytomyr e della nazionale ucraina.

## Palmarès

### Competizioni nazionali
- Campionato ucraino: 1

Šachtar: 2022-2023